# Jeniec Europy (film)
Jeniec Europy este un film polonez istoric din 1989 regizat de Jerzy Kawalerowicz.

## Distribuție
- Roland Blanche : Napoleon Bonaparte
- Vernon Dobtcheff : Hudson Lowe
- François Berléand : General Montholon
- Didier Flamand : General Bertrand
- Ronald Guttman : 	General Gougaud
- Jean-Jacques Moreau : Marchand
- Catriona MacColl : Lady Lowe
- Maria Gładkowska : Madame Montholon
- Isabelle Petit-Jacques : Madame Bertrand
- Georges Claisse : Thomas Reade
- Jay Benedict : Captain Henry Fox
- Jean-François Delacour : Las Cases
- Daniel Langlet : Marquise de Montchenu
- Piotr Krukowski : Sturmer
- Czeslaw Wojtala : Duke Balmain
- Marek Sikora : Santini
- Arkadiusz Bazak : Admiral Cockburn